# Col du Banchet
Le col du Banchet est un col de montagne situé à 591 m d'altitude dans le chaînon du mont Tournier, au sud du massif du Jura, dans l'Avant-Pays savoyard, dans le département de la Savoie.

## Zone naturelle protégée
Les falaises et grottes du col de la Crusille et du col du Banchet sont classées zones naturelles d'intérêt écologique, faunistique et floristique de type I.
Le site est classé Natura 2000, dans le réseau de zones humides, pelouses, landes et falaises de l'avant-pays savoyard.

## Grotte de Mandrin
Situé à flanc de falaise au-dessus de l'autoroute A43, un réseau de grottes communique avec un aven au-dessus d'Ayn. Ces grottes auraient été fréquentées par Louis Mandrin.
L'accès aux grottes depuis le chemin de la falaise est désormais interdit par arrêté municipal.

## Faune

### Chauve-souris
Les grottes hébergent plusieurs espèces protégées de chauves-souris : Vespertilion à oreilles échancrées (Myotis emarginatus), Grand rhinolophe (Rhinolophus ferrumequinum), Petit rhinolophe (Rhinolophus hipposideros).

### Oiseaux
Le site est fréquenté par le Grand-duc d'Europe et le Faucon pèlerin.

## Flore
On recense de nombreuses espèces protégées :
- Aconit anthore, Aconitum anthora L. ;
- Aconit napel, Aconitum napellus L. ;
- Arabette auriculée, Arabis auriculata Lam. ;
- Laîche à bec court, Carex brevicollis DC. ;
- Drave des murailles, Draba muralis L. ;
- Pistachier térébinthe, Pistacia terebinthus L. ;
- Stipe pennée (Plumet, Marabout) Stipa pennata L. ;
- Tilleul à petites feuilles, Tilia cordata Miller ;
- Trinie glauque, Trinia glauca.

## Parapente
Il existe en contrebas du col un décollage de parapente. Malgré le faible dénivelé, il est courant de pouvoir rejoindre la chaîne de l'Épine en partant du col du Banchet. Le site est géré par le club « les ailes du lac » de Novalaise.